# 鼓刹

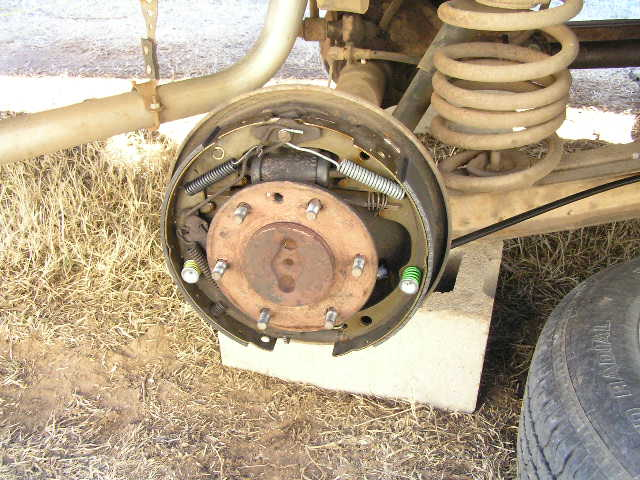
鼓刹

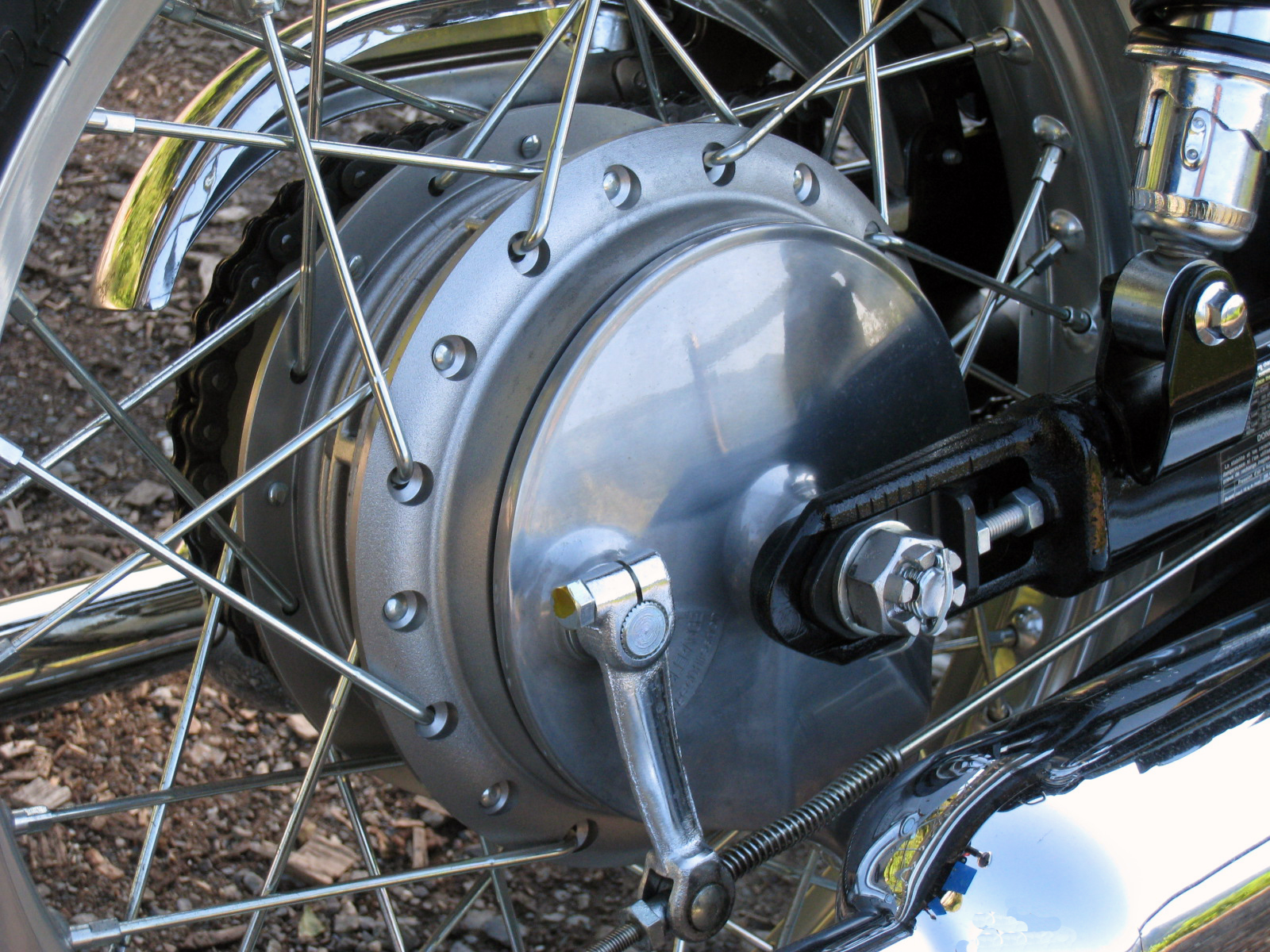
鼓刹

鼓刹是一種常見的煞車，它通過制动闸瓦或煞車片产生摩擦力，制动闸瓦或煞車片安裝在制动鼓上。制动鼓是一種可旋轉的圆柱形部件。它由耐磨的灰铸铁铸成。

## 历史
1900年，威廉·梅巴赫制造的汽车中首次引入鼓刹。